# Diabla Skała (Dolina Brzoskwinki)
Diabla Skała – skała w lewych zboczach Doliny Brzoskwinki w miejscowości Chrosna w województwie małopolskim, w powiecie krakowskim, w gminie Liszki. Pod względem geograficznym znajduje się na Garbie Tenczyńskim (część Wyżyny Krakowsko-Częstochowskiej) w obrębie Tenczyńskiego Parku Krajobrazowego.
Diabla Skała znajduje się w lesie, pomiędzy Osobną i Wodną Skałą (po jej prawej stronie). Znajduje się na terenie prywatnym,  tuż powyżej domu właściciela i wspinaczka na niej wymaga zgody właściciela. Skała ma wysokość 7 m, potężny okap, ściany pionowe lub przewieszone. Na jej północno-zachodniej ścianie jest 6 dróg wspinaczkowych o trudności VI.1+ – VI.4 w skali Kurtyki. Mają zamontowane punkty asekuracyjne: 3-4 ringi (r) i stanowiska zjazdowe (st).

## Drogi wspinaczkowe

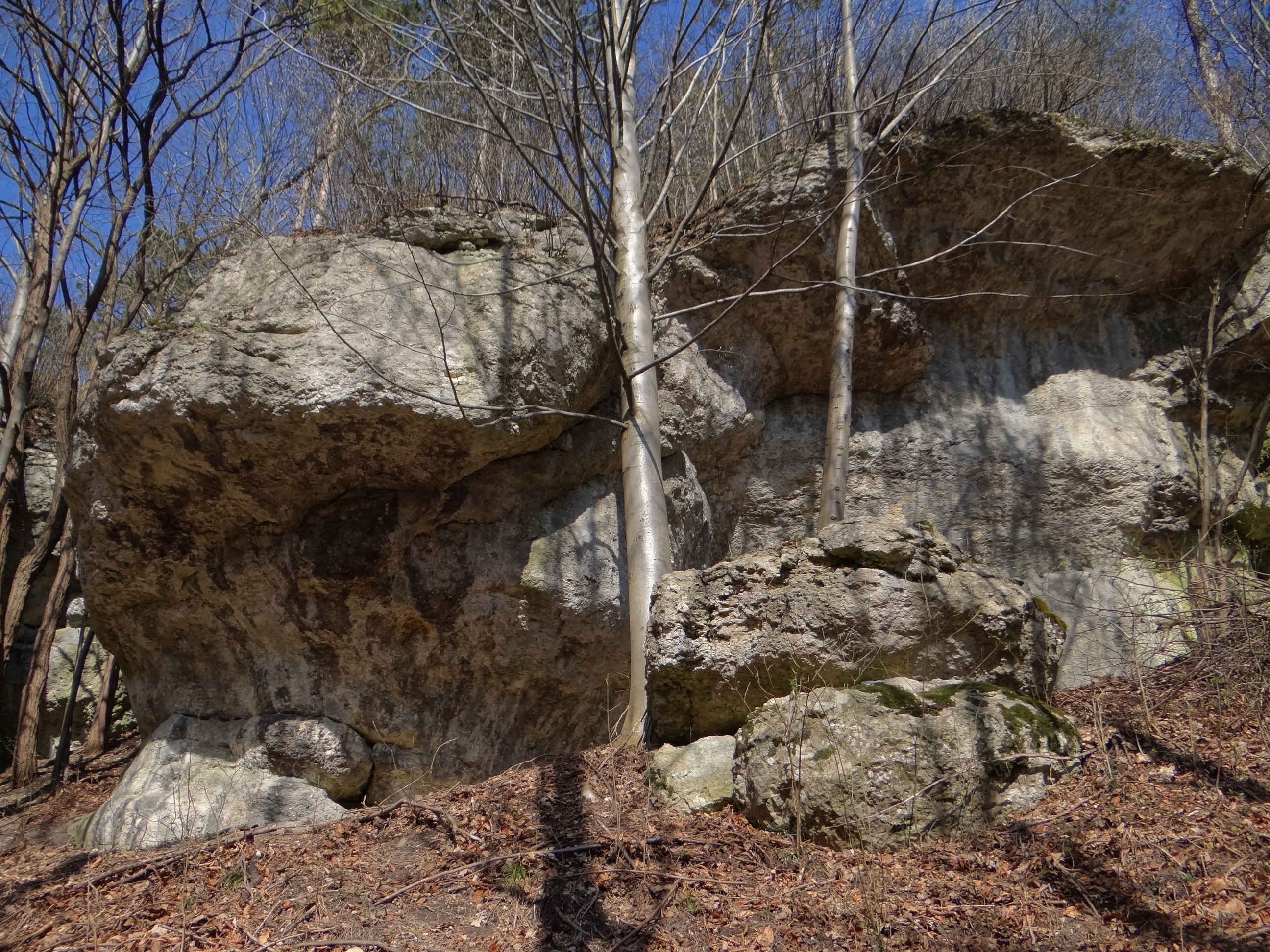
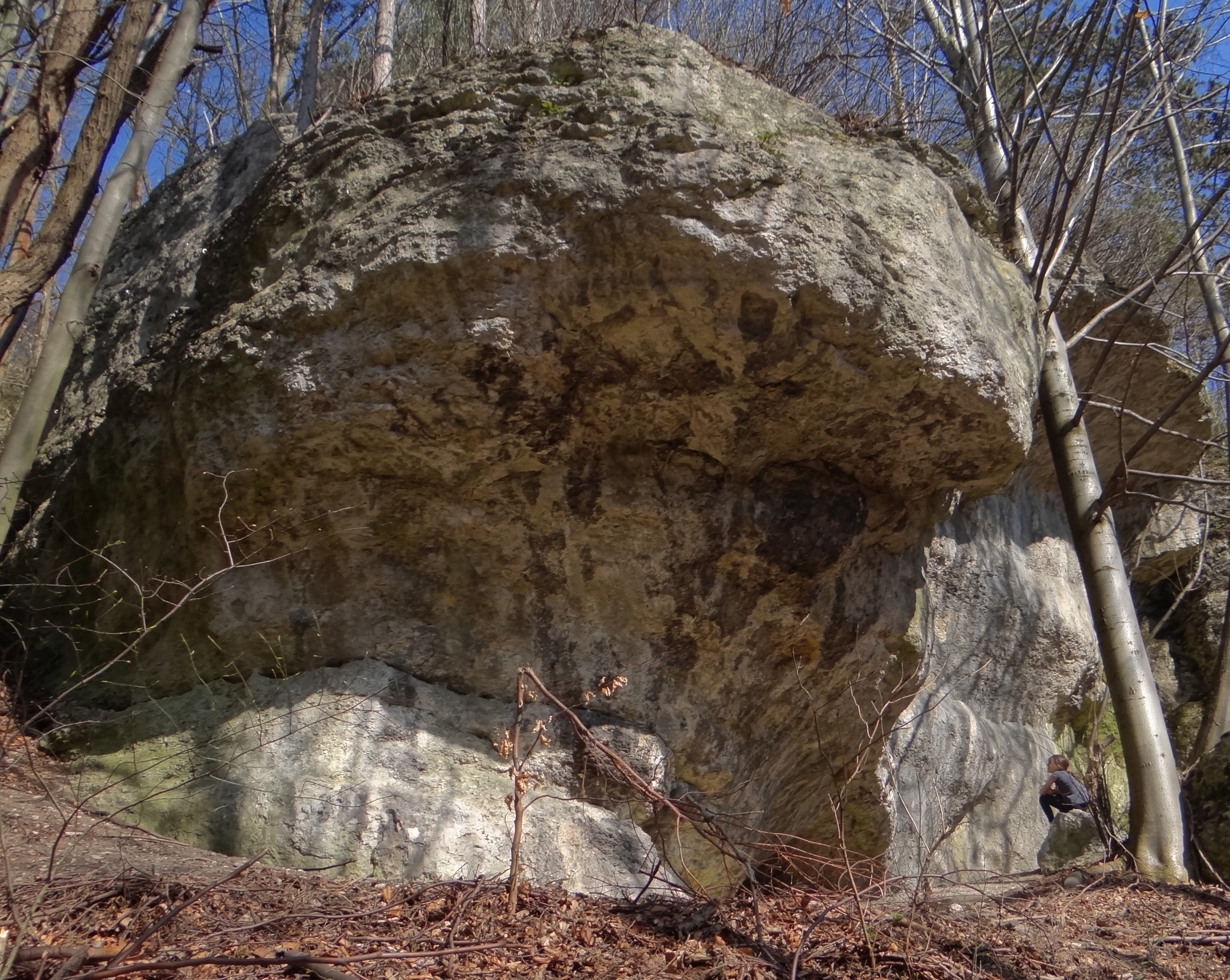
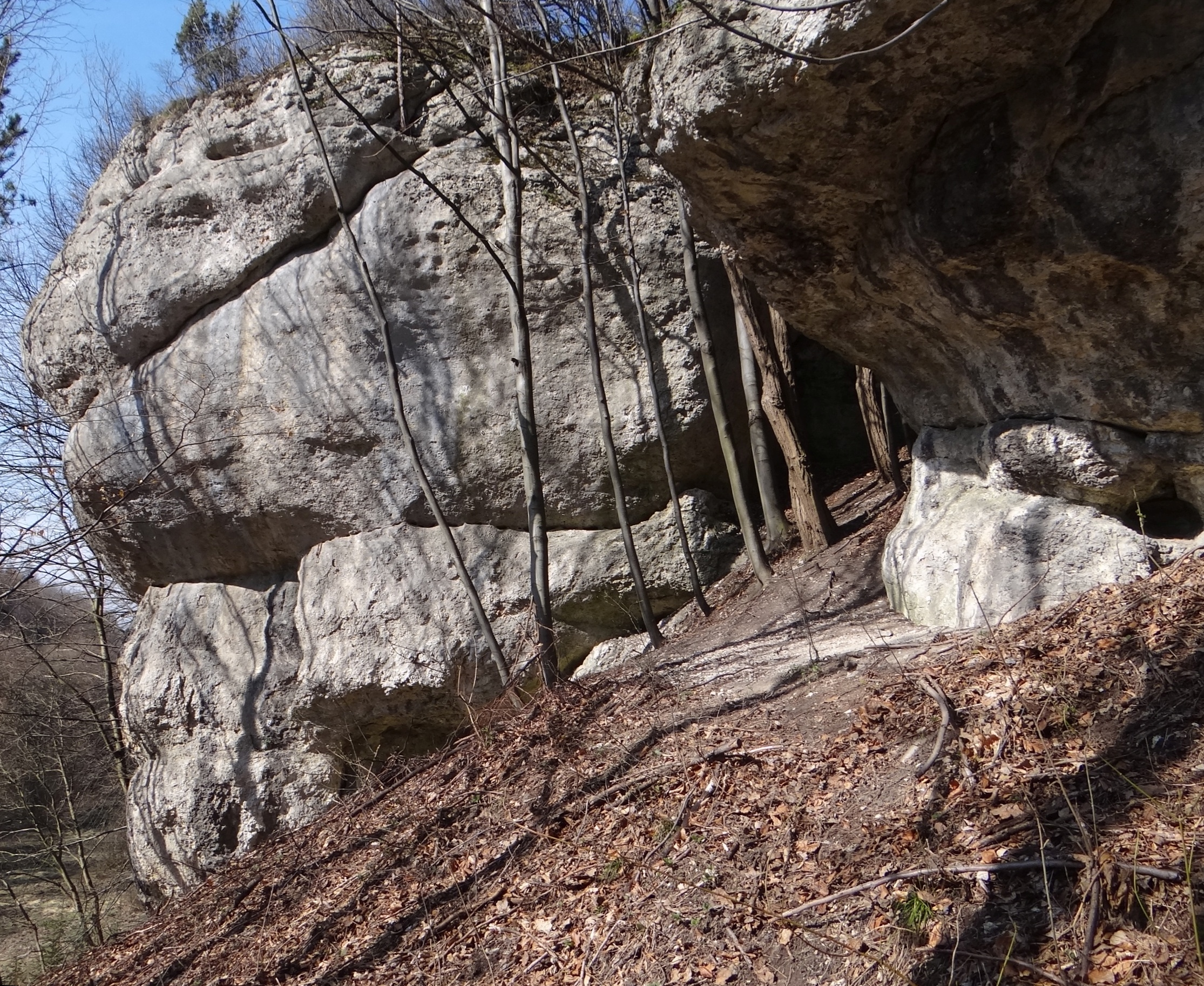
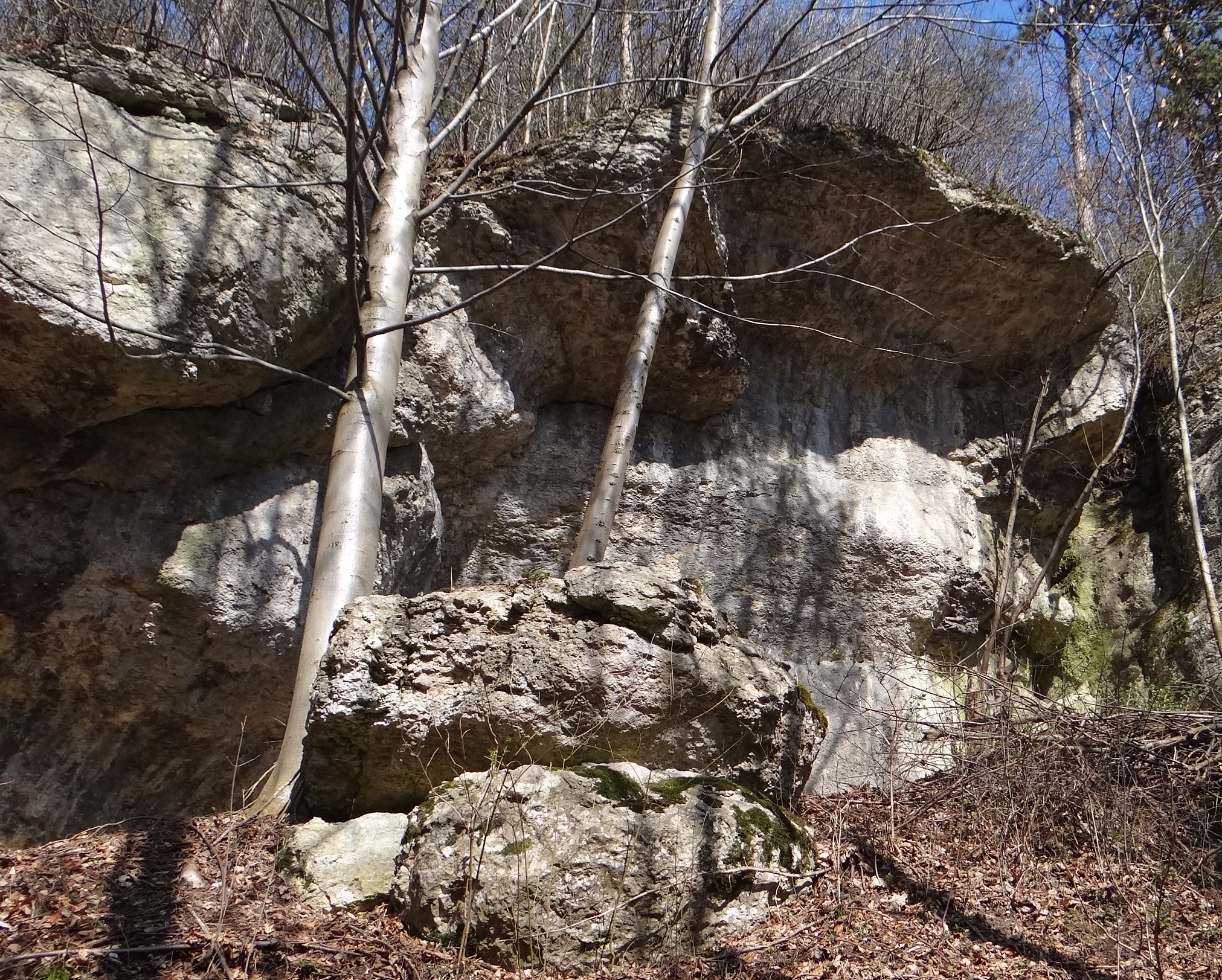

1. Pokusa; 3r + st, VI.2, 6 m
2. Pokora; 3r + st, VI.4, 7 m
3. Pycha; 4r + st, VI.1+, 7 m
4. Polewa; 2r + st, VI.2+, 7 m
5. Poprawa; 2r + st, VI.2+, 7 m
6. Boruta; 3r + st, VI.3, 7 m[4].